# 任姓
任是一個中國人的姓氏，在《百家姓》中排名第58位。此姓氏（임）在韓國亦有分佈。

## 起源
1. 出自黄帝[1]，《国语·晋语四》记载，黃帝之子十四人得姓十二，其中就有任姓。而周朝時的謝、章、薛、舒、呂、祝、終、泉、畢、過、郭這11個姓氏，最初就是由任姓分支出來的。
2. 出自風姓任氏[1]。據《通志·氏族略》記載，任，為風姓之國，太昊之後，故址在今山東濟寧一帶。任國在戰國時滅亡，其後裔便以國為氏。
3. 其他改姓而來[1]。如元代王信之子宣，為避難改姓任，其後代亦稱任氏。
4. 少數民族改姓而來[1]。據《魏書》所載，巴（即板楯族）夷帥有任姓；另外古代少數民族如西夏、明代哈尼族也有任姓；直到現在的瑤、回、滿、蒙、土家、羌、水等民族均有此姓。

## 播遷
直至汉代，任姓一直活跃于河南、湖北、四川。至晋末，任姓主体仍在北方和中原地区。直到宋朝时，任姓已移民福建、广东。清初任姓进入了台湾。

## 外部連結
[在维基数据编辑]
 《百家姓》
 《欽定古今圖書集成·明倫彙編·氏族典·任姓部》，出自陈梦雷《古今圖書集成》